# Humori kolostor

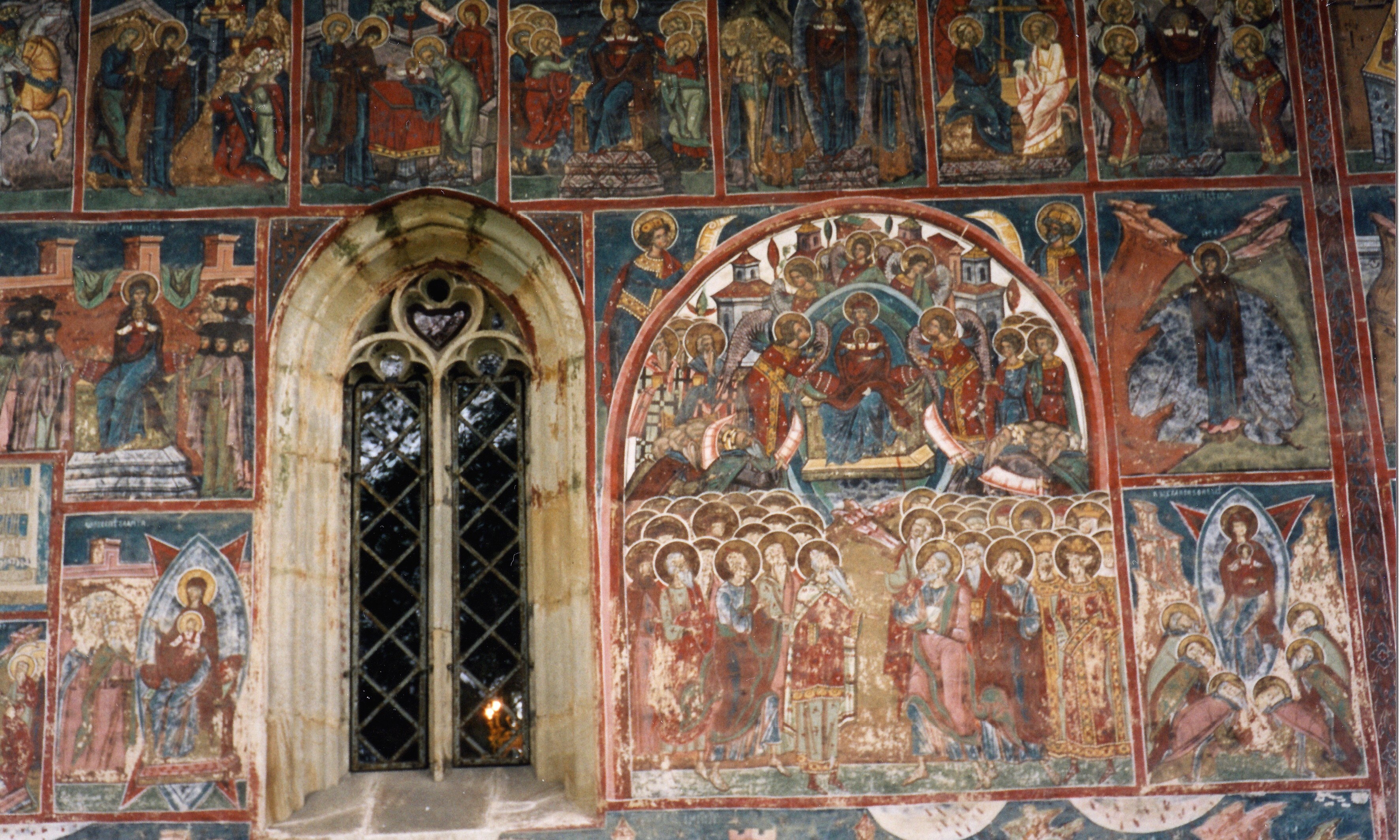
A humori Szűz Mária mennybemenetele templom külső faliképe

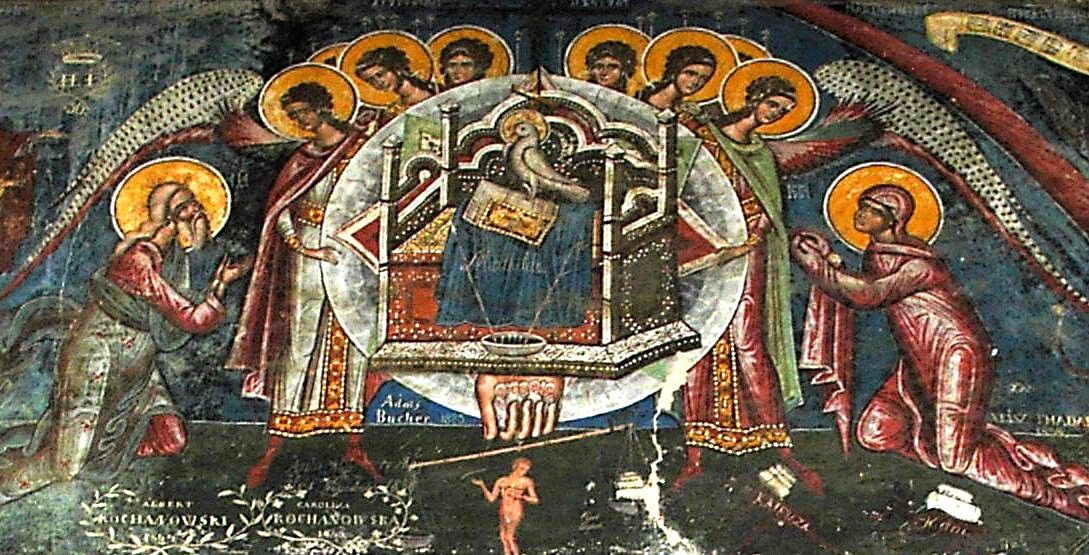
A nyugati előtér freskórészlete

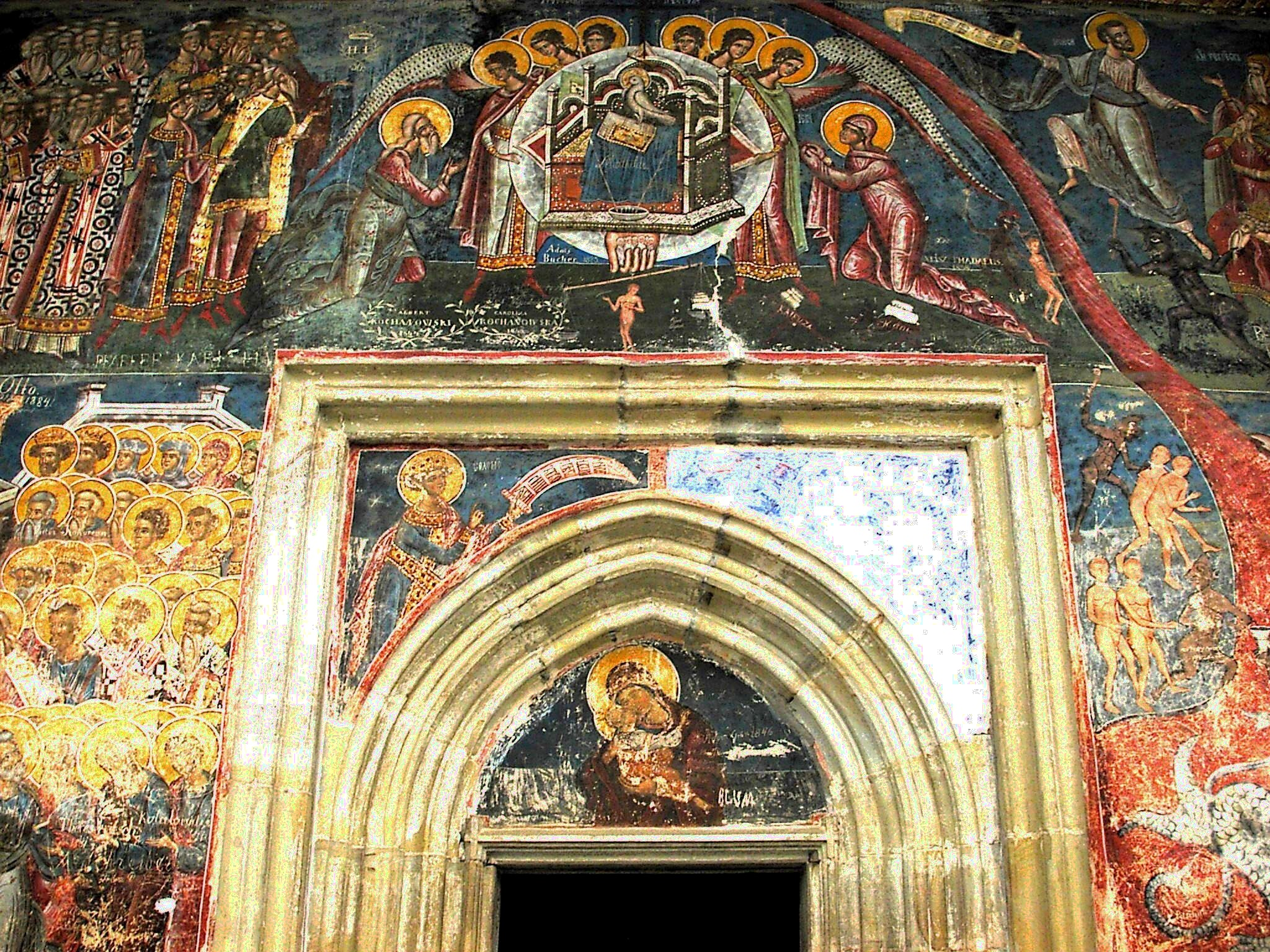
A nyugati bejárat feletti freskórészlet

A Mănăstirea Humorului-ban (Románia) található Szűz Mária mennybemenetele templom a világörökség része, melyet csodálatos falfestményei, és történelmi környezete révén érdemelt ki.

## Története
A templomot, és az azt övező kolostoregyüttest Petru Rareș fejedelem uralkodása idején Toader Bubuiog és felesége emeltette, s fejlődése alapítójának halála után is folytatódott. Vasile Lupu 1641-ben nagyszabású védelmi építkezéseket kezdeményezett, így a kolostor területét a 17. században új erődfalakkal biztosították. Bukovina 1774-ben történt osztrák fennhatóság alá kerülésével megkezdődött az ortodox kolostoregyüttes pusztulása. Maradványainak korszerű helyreállítása 1959-ben kezdődött el.

## Elhelyezkedése, felépítése
A kolostortemplom az erődfalakkal körülvett udvar középpontjában áll. A korábbi kolostor egyik védőtornya a jelenlegi telken kívül áll. Az északnyugati kerítésfalnál egy alacsonyabb, újabb galériás torony található.
Az előcsarnok két keresztboltozati mezővel fedett, nyitott tere, majd a csegelyes-kupolás pronaosz után a kétszintes sírterem következik. A keleti oldalon, Toader Bubuiog sírja mellett van a templom liturgikus központja. Az elrendezés négyezetét hagyományos módon, kétszintes, egymástól 45°-kal elforgatott csegelyeken nyugvó kupola zárja le, amely kívülről nem látszik, mert rejtve marad a tetőzet alatt.
A világörökség körébe tartozó templom szomszédságában ma egy modern női kolostor működik, saját új templommal és rendházzal.

## Belső festmények
A templom belső- és külső falfestési munkái 1535-ben fejeződtek be. A képek ikonográfiai rendje a Moldvában meggyökeresedő ortodox hagyományok szerint alakult ki. A belső falfestmények legfelső, mennyezeti szférájából töretlen kompozíciós átmenet vezet az alsó, földi mezőbe, ahol Petru Rareș fejedelem felesége és fia társaságában Krisztus oltalmába helyezi a templomot. A Mária, vagy Szent János alakja köré komponált képek a nyugati oldalon, a nyitott előcsarnokban az utolsó ítélet víziójával kapcsolódnak a külső falfestmények együtteséhez. A szentélyrész külső falfelületén a hagyományos, hat sorba rendezett égi és földi hierarchia képei jelennek meg. A déli oldalon a Jessze fájának képei, délnyugatra, az Akathisztosz-himnusz alapján Mária történetének bemutatása következik. Itt látható Konstantinápoly ostroma is. A templom északi oldalán a képek majdnem teljesen elpusztultak.

## Lásd még
- Észak-moldvai kolostorok